# Face Tomorrow
Face Tomorrow war eine niederländische Rockband aus Rotterdam. In der Besetzung Gesang, Gitarre, Gitarre, Bass und Schlagzeug spielte die Formation einen vielseitigen, teils rauen, teils sehr melodischen Alternative Rock. Die Band gab im September 2012 bekannt, sich nach einer Abschluss-Tour am Ende des Jahres aufzulösen.

## Diskografie

### Alben
- 25. Februar 2011: Face Tomorrow (Redfield Records)
- 25. Oktober 2008: In the Dark (Excelsior Recordings)
- 11. Mai 2004: The Closer You Get (Reflections Records)
- 6. Juni 2002: For Who You Are (Reflections Records)

### EPs
- 1998: Ride Like a Girl (Demo EP)
- 22. August 2005: My World Within (Reflections Records)
- 1. April 2004: Sing Up (Reflections Records)
- 13. Januar 2002: Worth the Wait (Reflections Records)
- 4. März 2001: Live the Dream (Face Tomorrow Records)

### Videoalben
- 22. August 2005: 03/02/2005 (Reflections Records)